# Kościół Notre Dame de l’Assomption w Paryżu
Kościół Notre-Dame-de-l’Assomption (Najświętszej Maryi Panny Wniebowziętej) – klasycystyczny kościół w I dzielnicy Paryża (Place Maurice-Barres), jeden z najcenniejszych zabytków na terenie miasta Paryża, administrowany przez polską wspólnotę religijną, należy do najstarszej i największej polskiej parafii we Francji, zwanej zwyczajowo "Concorde".

## Historia
Kościół został wzniesiony w XVII wieku według projektu Charles’a Errarda. Świadomie dokonał on wyraźnego nawiązania do architektury włoskiej, której był fascynatem, tworząc obiekt zbliżony formą do antycznych świątyń. Obiekt sfinansowali jezuici oraz Zakon Wniebowzięcia Najświętszej Maryi Panny, którzy jednak nie byli zadowoleni z powstałego kościoła. Errard oskarżył wówczas dozorującego prace architekta Chéreta o samowolną zmianę planów budowy. Atmosfera wzajemnych oskarżeń uniemożliwiła dalsze prace nad obiektem, który pozostał w obecnym kształcie, zaś dodatkowo zdemolowany został podczas Wielkiej Rewolucji Francuskiej.
Polska wspólnota opiekuje się budynkiem od 1884 roku. W roku 1838 w kościele przez trzy miesiące prowizorycznie pochowany był Charles de Talleyrand-Périgord, zanim zakończono budowę jego nagrobka w Valençay.

## Architektura

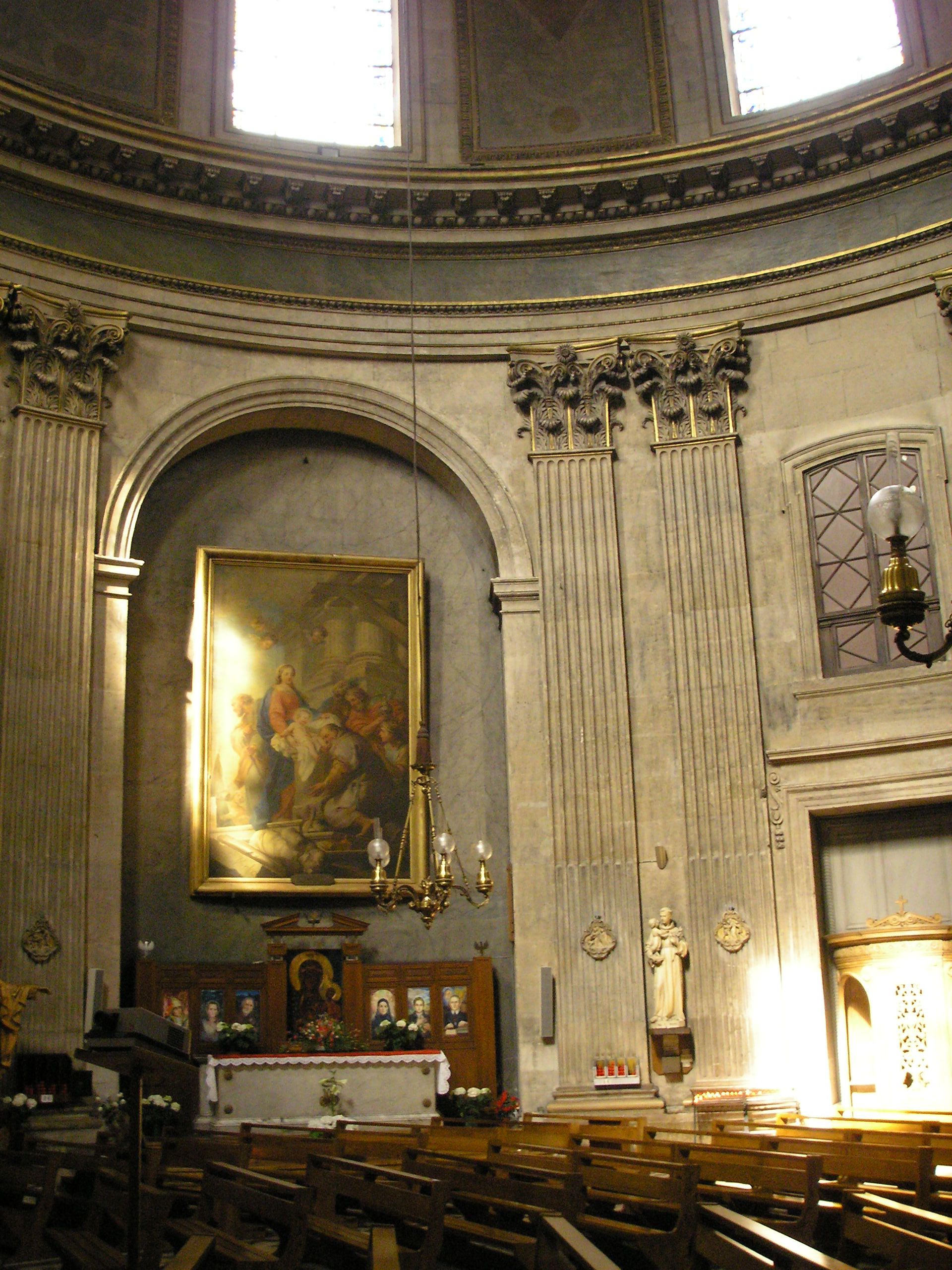
Wnętrze kościoła

Zasadnicza, przeznaczona do kultu część obiektu, wzniesiona jest na planie koła o 24-metrowej średnicy. Skromnie dekorowany z zewnątrz, opiera się na sześciu kolumnach korynckich podtrzymujących fronton oraz wspartą na bębnie kopułę. Zarówno na poziomie frontonu, budynków mieszkalnych łączących się z kościołem, jak i na poziomie kopuły znajdują się płaskorzeźby z motywami roślinnymi. Kopuła posiada rząd prostokątnych, obecnie zaciemnionych okien, oraz nisz przeznaczonych na nigdy niewykonane posągi. Kopułę od wewnątrz zdobi fresk Wniebowzięcie Najświętszej Maryi Panny malarza Charlesa de la Fosse (1636–1716), wykonany w latach 1676–1680. Fresk ma 120 m² powierzchni. W ołtarzu znajduje się Zwiastowanie Najświętszej Maryi Panny autorstwa Josepha-Marie Viena (1716–1809), na prawo od wejścia znajduje się Pokłon Trzech Króli Carla van Loo (1705–1765). Ponadto dekorację wnętrza stanowią korynckie pilastry (obecne również na fasadzie budynków mieszkalnych), rząd rzeźb ustawionych w specjalnie do tego celu przygotowanych niszach oraz plafon. Kościół nie posiada ołtarza głównego, jedynie obraz Chrystusa oraz wstawioną przez społeczność polską kopię wizerunku Matki Boskiej Częstochowskiej. Zarówno fronton, jak i kopułę wieńczy krzyż.

## Polska parafia Wniebowzięcia Najświętszej Maryi Panny w Paryżu
Arcybiskup Paryża Denys Auguste Affre w 1844 roku przekazał ten kościół Polskiej Misji Katolickiej we Francji i od tego czasu stanowi główną świątynię polskiej emigracji we Francji i zarazem najważniejszy „kościół polski” w Paryżu.  W kościele bywał Adam Mickiewicz i Fryderyk Chopin. 13 stycznia 1956 roku sakrament małżeństwa zawarli Janina i Czesław Miłosz.
Opiekę duszpasterską stanowią kapłani przyległej do kościoła polskiej parafii pw. Wniebowzięcia Najświętszej Maryi Panny, której obecnym proboszczem (od 2016 r.) jest ks. Paweł Witkowski.

## Organy „Cavaillé-Coll”
Organy piszczałkakowe zostały zbudowane przez organmistrza Aristide’a Cavaillé-Colla pod koniec XIX wieku. Ostatnie przebudowy zostały wykonane przez Danion-Gonzalez w 1970 roku i Sebire & Glandaz w 1981 roku. Ostatni remont rozpoczął się w maju 2017 roku i zakończył się w styczniu 2018 roku.

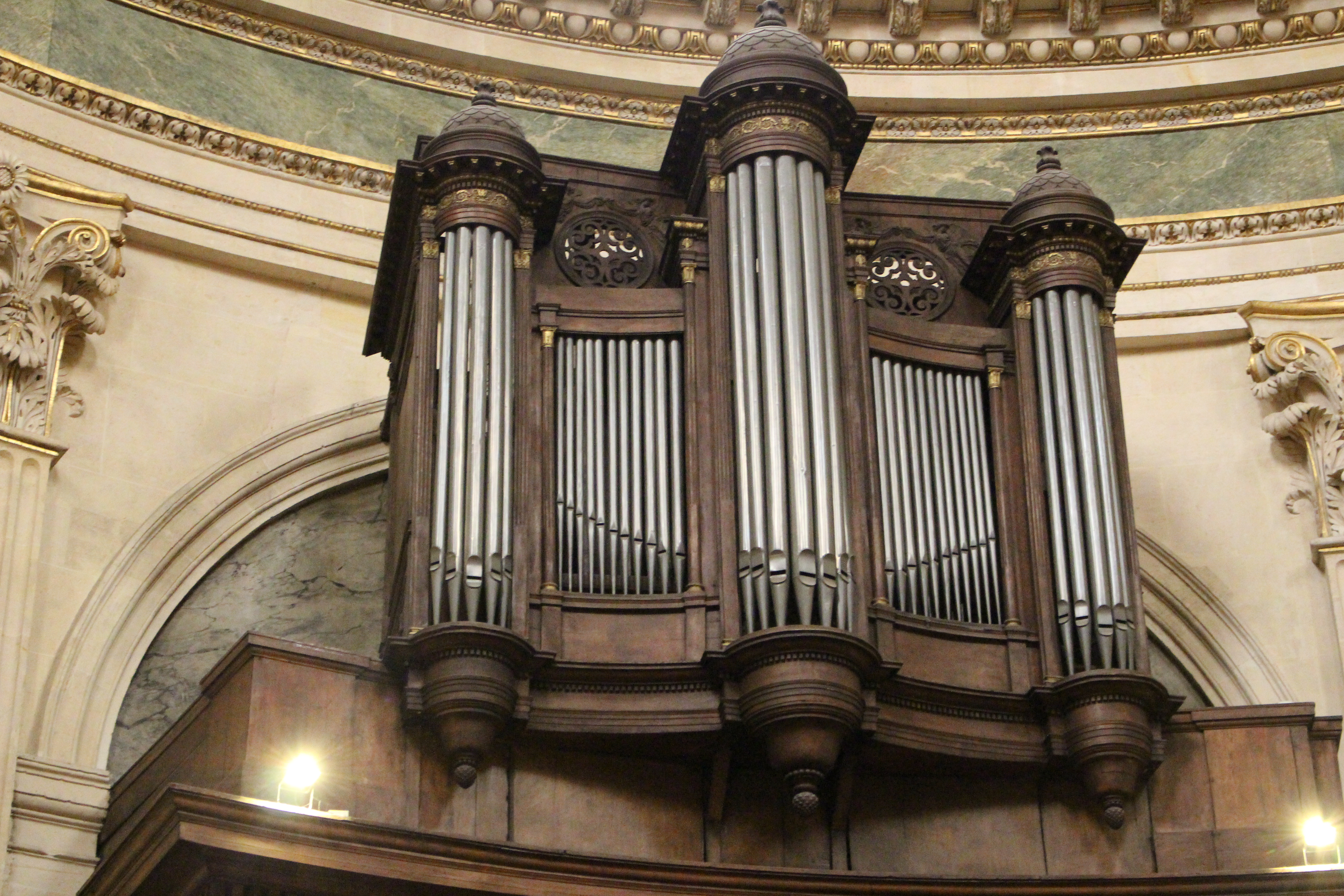
Prospekt organów Cavaillé-Coll'a

Właściwości:
- Liczba klawiatur: 2 + Pedały
- Traktura gry: elektryczna
- Traktura rejestrów: elektryczna
- Liczba głosów: 19

| Manuał I            | Manuał II            | Pedał         | Pomoce                  |
| ------------------- | -------------------- | ------------- | ----------------------- |
| Grand Orgue (GO)    | Récit Expressif (RE) | Pédale        | Accouplements           |
| Cromorne 8'         | Clairon 4'           | Flûte 4'      | RE / GO 8'              |
| Plein Jeu IV rangs  | Trompette 8'         | Basse 8'      | RE / GO 16'             |
| Doublette 2'        | Tierce 1' 3/5        | Soubasse 16'  | („Tirasse”) RE / Pédale |
| Prestant 4'         | Nasard 2' 2/3        | Quintaton 32' | („Tirasse”) GO / Pédale |
| Flûte Harmonique 8' | Flageolet 2'         |               |                         |
| Bourdon 8'          | Flûte 4'             |               |                         |
| Montre 8'           | Cor de Nuit 8'       |               |                         |
| Bourdon 16'         | RE 16'               |               |                         |